# Anboto
Anboto (baskisch, Amboto auf Spanisch) ist ein Berg in der Provinz Vizcaya im spanischen Baskenland, mit einer Höhe von 1.331 m.

## Beschreibung
Der Anboto ist die höchste Erhebung der Berge des Duranguesado (nach der naheliegenden Gemeinde Durango benannt). Die Berge werden gemeinhin auch als „Kleinschweiz“ bezeichnet und bilden einen Teil des Nationalparks Urkiola. Der Anboto besteht aus hellgrauem Kalkstein und beinhaltet Reste von Korallen und Muscheln. Das Anboto-Felsmassiv befindet sich im östlichen Teil des Nationalparks und durchläuft ihn von Nordwesten nach Südosten.
Auf seiner Südseite, die sich in Richtung des Tals von Arrazola ausrichtet, geht es steil (nahezu 1000 m) bergab. Die Nordseite fällt deutlich sanfter ab in Richtung des Urkiola-Passes. Von dort beginnen auch die typischen Aufstiegsrouten auf den Gipfel. Nach Osten bildet er zusammen mit dem Berg Izpizte einen Bergsattel, welcher Zabalandi (896 m) genannt wird.
Zusammen mit der Bergkette, zu der der Anboto gehört, ist er einer der charakteristischsten und bekanntesten Gipfel im Baskenland.

## Mythen
Der Anboto war schon immer umgeben von Magie und Mythologie. Die Legende erzählt, dass in einer Höhle in der Nähe des Gipfels Mari, die „Anboto-Dame“, ihr Zuhause hat, und man erzählt sich, dass man sie bei schönem Wetter am Eingang der Höhle sitzen sehen kann und sie dann ihr hübsches, blondes Haar mit einem goldenen Kamm kämmt. Nicht selten sieht man sie auch des Nachts als Feuerball am Anboto vorbeiziehen in Richtung anderer Orte im Baskenland, wo sie ebenfalls Wohnungen besitzt oder zum nahegelegenen Berg Oiz; je nachdem wohin sie sich dann begeben hat, wird es gutes oder schlechtes Wetter geben.

## Aufstiege
Den Anboto kann man von einer Vielzahl von Ausgangspunkten besteigen. Nach Norden liegt der steile Abhang (von über 1000 Meter) vom Atxondotal. Von Urkiola beginnt man den Aufstieg vom berühmten Heiligtum des Sankt Antonius (730 m). Vom Atxartetal gibt es einen langen, aber einfachen Weg zwischen dem Berg Alluitz (1034 m) und Anboto (1331 m) hindurch. Von Otxandio (549 m) oder Aramaio (312 m) aus, läuft man über den weitläufigen und grasigen Bergsattel Zabalaundi (896 m), von wo aus der Anboto sein beeindruckendstes Aussehen präsentiert; dort lässt sich der Gipfel auch direkt besteigen und man kommt dabei an den Höhlen der Anboto-Dame vorbei.
Aufstiegsdauer
- Urquiola (2 Stunden)
- Atxarte (2,5–4 Stunden)
- Aramaio (3 Stunden)